# Campionati europei di pattinaggio di velocità 2023 - Allround maschile
Il concorso Allround maschile dei Campionati europei di pattinaggio di velocità 2023 si è svolto il 7 e 8 gennaio 2023 alla Vikingskipet di Hamar, in Norvegia.

## Risultati

### 500 metri[1]
| Pos. | Pattinatore        | Nazione     | Tempo | Ritardo | Punti  |
| ---- | ------------------ | ----------- | ----- | ------- | ------ |
| 1    | Patrick Roest      | Paesi Bassi | 36"45 |         | 36.450 |
| 2    | Peder Kongshaug    | Norvegia    | 36"55 | +0"10   | 36.550 |
| 3    | Sander Eitrem      | Norvegia    | 36"94 | +0"49   | 36.940 |
| 4    | Bart Swings        | Belgio      | 37"00 | +0"55   | 37.000 |
| 5    | Szymon Palka       | Polonia     | 37"44 | +0"99   | 37.440 |
| 6    | Marcel Bosker      | Paesi Bassi | 37"55 | +1"10   | 37.550 |
| 7    | Mathieu Belloir    | Francia     | 37"97 | +1"52   | 37.970 |
| 8    | Beau Snellink      | Paesi Bassi | 38"03 | +1"58   | 38.030 |
| 9    | Sigurd Henriksen   | Norvegia    | 38"26 | +1"81   | 38.260 |
| 10   | Wilhelm Ekensskär  | Svezia      | 38"27 | +1"82   | 38.270 |
| 11   | Konstantin Götze   | Germania    | 38"32 | +1"87   | 38.320 |
| 12   | Davide Ghiotto     | Italia      | 38"41 | +1"96   | 38.410 |
| 13   | Timothy Loubineaud | Francia     | 38"61 | +2"16   | 38.610 |
| 14   | Gabriel Odor       | Austria     | dq    |         | -      |

### 5000 metri[2]
| Pos. | Pattinatore        | Nazione     | Tempo   | Ritardo | Punti  |
| ---- | ------------------ | ----------- | ------- | ------- | ------ |
| 1    | Sander Eitrem      | Norvegia    | 6'12"15 |         | 37.210 |
| 2    | Patrick Roest      | Paesi Bassi | 6'13"31 | +1"16   | 37.330 |
| 3    | Davide Ghiotto     | Italia      | 6'16"85 | +4"70   | 37.680 |
| 4    | Beau Snellink      | Paesi Bassi | 6'17"13 | +4"98   | 37.710 |
| 5    | Bart Swings        | Belgio      | 6'20"78 | +8"63   | 38.070 |
| 6    | Marcel Bosker      | Paesi Bassi | 6'22"33 | +10"18  | 38.230 |
| 7    | Sigurd Henriksen   | Norvegia    | 6'26"23 | +14"08  | 38.620 |
| 8    | Peder Kongshaug    | Norvegia    | 6'26"58 | +14"43  | 38.650 |
| 9    | Gabriel Odor       | Austria     | 6'37"97 | +25"82  |        |
| 10   | Timothy Loubineaud | Francia     | 6'42"40 | +30"25  | 40.240 |
| 11   | Szymon Palka       | Polonia     | 6'43"49 | +31"34  | 40.340 |
| 12   | Mathieu Belloir    | Francia     | 6'51"52 | +39"37  | 41.150 |
| 13   | Konstantin Götze   | Germania    | 6'52"82 | +40"67  | 41.280 |
| 14   | Wilhelm Ekensskär  | Svezia      | 7'05"91 | +53"76  | 42.590 |

### 1500 metri[3]
| Pos. | Pattinatore        | Nazione     | Tempo   | Ritardo | Punti  |
| ---- | ------------------ | ----------- | ------- | ------- | ------ |
| 1    | Sander Eitrem      | Norvegia    | 1'44"44 |         | 34.810 |
| 2    | Patrick Roest      | Paesi Bassi | 1'45"83 | +1"39   | 35.270 |
| 3    | Peder Kongshaug    | Norvegia    | 1'46"01 | +1"57   | 35.330 |
| 4    | Bart Swings        | Belgio      | 1'46"03 | +1"59   | 35.340 |
| 5    | Marcel Bosker      | Paesi Bassi | 1'47"24 | +2"80   | 35.740 |
| 6    | Davide Ghiotto     | Italia      | 1'48"66 | +4"22   | 36.220 |
| 7    | Gabriel Odor       | Austria     | 1'48"78 | +4"34   |        |
| 8    | Beau Snellink      | Paesi Bassi | 1'49"01 | +4"57   | 36.330 |
| 9    | Sigurd Henriksen   | Norvegia    | 1'49"92 | +5"48   | 36.640 |
| 10   | Szymon Palka       | Polonia     | 1'50"29 | +5"85   | 36.760 |
| 11   | Mathieu Belloir    | Francia     | 1'50"51 | +6"07   | 36.830 |
| 12   | Konstantin Götze   | Germania    | 1'52"39 | +7"95   | 37.460 |
| 13   | Wilhelm Ekensskär  | Svezia      | 1'53"15 | +8"71   | 37.710 |
| 14   | Timothy Loubineaud | Francia     | 1'55"12 | +10"68  | 38.370 |

### 10000 metri[4]
| Pos. | Pattinatore      | Nazione     | Tempo    | Ritardo | Punti  |
| ---- | ---------------- | ----------- | -------- | ------- | ------ |
| 1    | Patrick Roest    | Paesi Bassi | 12'58"09 |         | 38.900 |
| 2    | Davide Ghiotto   | Italia      | 13'00"09 | +2"00   | 39.000 |
| 3    | Sander Eitrem    | Norvegia    | 13'04"24 | +6"15   | 39.210 |
| 4    | Beau Snellink    | Paesi Bassi | 13'08"52 | +10"43  | 39.420 |
| 5    | Bart Swings      | Belgio      | 13'22"92 | +24"83  | 40.140 |
| 6    | Sigurd Henriksen | Norvegia    | 13'22"96 | +24"87  | 40.140 |
| 7    | Marcel Bosker    | Paesi Bassi | 13'26"73 | +28"64  | 40.330 |
| 8    | Peder Kongshaug  | Norvegia    | 13'38"64 | +40"55  | 40.930 |

### Classifica finale
| Pos.    | Pattinatore        | Nazione     | 500 m      | 1000 m       | 500 m        | 1000 m       | Punti   | Ritardo  |
| ------- | ------------------ | ----------- | ---------- | ------------ | ------------ | ------------ | ------- | -------- |
| Oro     | Patrick Roest      | Paesi Bassi | 36"45 (1)  | 6'13"31 (2)  | 1'45"38 (2)  | 12'58"09 (1) | 147.961 |          |
| Argento | Sander Eitrem      | Norvegia    | 36"94 (3)  | 6'12"15 (1)  | 1'44"44 (1)  | 13'04"24 (3) | 148.180 | +4"38    |
| Bronzo  | Bart Swings        | Belgio      | 37"00 (4)  | 6'20"78 (5)  | 1'46"03 (4)  | 13'22"92 (5) | 150.567 | +52"12   |
| 4       | Davide Ghiotto     | Italia      | 38"41 (12) | 6'16"85 (3)  | 1'48"66 (6)  | 13'00"09 (2) | 151.319 | +1'07"16 |
| 5       | Peder Kongshaug    | Norvegia    | 36"55 (2)  | 6'26"58 (8)  | 1'46"01 (3)  | 13'38"64 (8) | 151.476 | +1'10"30 |
| 6       | Beau Snellink      | Paesi Bassi | 38"03 (8)  | 6'17"13 (4)  | 1'49"01 (8)  | 13'08"52 (4) | 151.505 | +1'10"88 |
| 7       | Marcel Bosker      | Paesi Bassi | 37"55 (6)  | 6'22"33 (6)  | 1'47"24 (5)  | 13'26"73 (7) | 151.865 | +1'18"08 |
| 8       | Sigurd Henriksen   | Norvegia    | 38"26 (9)  | 6'26"23 (7)  | 1'49"92 (9)  | 13'22"96 (6) | 153.671 | +1'54"20 |
| 9       | Szymon Palka       | Polonia     | 37"44 (5)  | 6'43"49 (11) | 1'50"29 (10) |              | 114.552 |          |
| 10      | Mathieu Belloir    | Francia     | 37"97 (7)  | 6'51"52 (12) | 1'50"51 (11) |              | 115.958 |          |
| 11      | Konstantin Götze   | Germania    | 38"32 (11) | 6'52"82 (13) | 1'52"39 (12) |              | 117.065 |          |
| 12      | Timothy Loubineaud | Francia     | 38"61 (13) | 6'42"40 (10) | 1'55"12 (14) |              | 117.223 |          |
| 13      | Wilhelm Ekensskär  | Svezia      | 38"27 (10) | 7'05"91 (14) | 1'53"15 (13) |              | 118.577 |          |
| 14      | Gabriel Odor       | Austria     | dq         |              |              |              | -       | -        |